# نصير شورى
نصير شورى (1920-1992) هو رسام تشكيلي سوري من مواليد دمشق، سوريا.
يعتبر من أهم أعلام الفن التشكيلي في سورية، وهو رائد المدرسة الانطباعية، ومجدد التجريد الزخرفي
تخرج من كلية الفنون الجميلة بالقاهرة ـ مصر / قسم التصوير سنة 1947.

## حياته
والده كان صيدلياً في دمشق، أما خاله فهو محمد كرد علي، المؤرخ والعلامة ومؤسس المجمع العلمي العربي بدمشق.
تعلم الرسم على يد الفنان عبد الحميد عبد ربه في المرحلة الابتدائية، وفي “مكتب عنبر” المدرسة الثانوية العريقة في دمشق أكمل دراسته، الأمر الذي وهبه فرصة اللقاء بمعلمه جورج بولص خوري، الرجل الذي تعلم فنون الرسم والزخرفة في باريس.
في سن السادسة عشرة انضم إلى دار الموسيقى الوطنية بصفة عازف أكورديون غير أنه بعد سنتين، أي في العام 1938 أقام معرضا للوحاته في نادي ضباط دمشق.
في أواخر الثلاثينات، سافر إلى إيطاليا بقصد دراسة الفن وبسبب اندلاع الحرب العالمية الثانية عاد سريعاً إلى سورية ثم إلى مصر عام 1942 لدراسة الرسم حيث قضى خمس سنوات هناك.
أعماله مقتناة من قبل وزارة الثقافة السورية / المتحف الوطني بدمشق / القصر الجمهوري / ضمن مجموعات خاصة، ويعتبر مرسم نصير شورى الكائن في ساحة المدفع في أبو رمانة من أقدم المراسم الخاصة في دمشق، وكان بمثابة مركز ثقافي يلتقي فيه الفنانون والأدباء والموسيقيون والفلاسفة والشعراء.

## تأثره
عندما بدأ نصير شورى الرسم في منتصف الثلاثينات، في دار الموسيقى الوطنية 1936 كان معه عبد العزيز نشواني وصلاح ناشف وعدنان جباصيني ومحمود حماد. كانوا مبهورين بالمدرسة الانطباعية الفرنسية، يسمعون بها، ويقرأون عنها، ويتابعون أسلوبها، من خلال ما تصل إلى أيديهم من صور وأدلة معارض.
تأثر فيما بعد بالفنانين ميشيل كرشه، وعبد الوهاب أبو السعود.

## عمله
- عمل مدرساً للتربية الفنية في المدارس الثانوية.
- درّس التصوير في كلية الفنون الجميلة بدمشق منذ تأسيسها ولغاية عام 1990
- عيّن وكيلاً لكلية الفنون الجميلة عام 1970.
- ساهم في تأسيس أغلب التجمعات الفنية في سورية.

## معارض ومشاركات
- 1938 معرضه الفردي الأول في نادي ضباط دمشق.
- 1984 أقام معرضا شاملا لأعماله في صالة إيبلا للفنون بدمشق.
- 1990 حضر اللقاء الدولي للرسم عن الطبيعة في تشيكيا.

كما أقام خمسة عشر معرضا فرديا في سورية وخارجها.

## الجوائز
- نال الجائزة الأولى في المعرض العام في المتحف الوطني بدمشق 1953.
- نال الجائزة الأولى بالتصوير عام 1954.
- منح العديد من الجوائز والميداليات التقديرية.
- منح وسام الاستحقاق العربي السوري من الدرجة الأولى. عام 1982.